# Ormosia pachycarpa
Ormosia pachycarpa är en ärtväxtart som beskrevs av George Bentham. Ormosia pachycarpa ingår i släktet Ormosia och familjen ärtväxter.

## Underarter
Arten delas in i följande underarter:
- O. p. pachycarpa
- O. p. tenuis